# Hylaeus telmenicus
Hylaeus telmenicus är en biart som beskrevs av Dathe 1986. Hylaeus telmenicus ingår i släktet citronbin, och familjen korttungebin. Inga underarter finns listade i Catalogue of Life.